# Topolino
Topolino, in lingua originale noto come Mickey Mouse, è un personaggio dei cartoni animati e dei fumetti creato il 16 gennaio 1928 da Walt Disney e Ub Iwerks, icona stessa della Walt Disney Company e della cultura popolare mondiale.
Il debutto cinematografico del personaggio avvenne con il cortometraggio L'aereo impazzito, che però non riscosse successo, come anche il successivo Topolino gaucho; fu il 18 novembre 1928 che, col cortometraggio Steamboat Willie, il personaggio di Topolino venne finalmente apprezzato dal pubblico. A questi seguirono, nel corso dei decenni, decine di cortometraggi che resero Topolino famosissimo in tutto il mondo; la consacrazione definitiva avvenne con la sua apparizione in Fantasia del 1940, considerato uno dei capolavori del cinema d'animazione.
Nei fumetti il personaggio debuttò nel 1930, con la storia Topolino nell'isola misteriosa, a cui seguirono innumerevoli altre storie di grande successo in tutto il mondo; negli anni trenta e quaranta il suo personaggio fu sviluppato da Floyd Gottfredson, e successivamente da molti altri autori di varie nazionalità, inclusi quelli italiani.
Assieme a Paperino e Pippo, Topolino è uno dei personaggi Disney più amati e di successo di sempre. Per la creazione di Topolino a Walt Disney fu conferito nel 1932 un Premio Oscar onorario. Secondo Forbes, i ricavi annuali di Topolino al 2004 erano di 5,8 miliardi di dollari, facendone il personaggio di fantasia più redditizio della storia. È inoltre uno dei tanti personaggi di fantasia ad avere una stella sulla Hollywood Walk of Fame.

## Caratterizzazione
Topolino è un piccolo topo antropomorfo caratterizzato dalle iconiche grandi orecchie tonde, coda filiforme e piccolo muso sporgente. Il suo abbigliamento è notoriamente cambiato nel corso degli anni; in origine era costituito solo da un paio di calzoncini rossi con due grandi bottoni gialli, grandi scarpe gialle e guanti bianchi; alla fine degli anni quaranta il personaggio ha subito un restyling e il suo abbigliamento è stato modernizzato, dotandolo di calzoni lunghi, camicia (o maglietta) azzurra e a volte, soprattutto negli anni 50-60, un trilby verde.
Prendendo ispirazione da personaggi del cinema muto come il vagabondo di Charlie Chaplin, Topolino è tradizionalmente caratterizzato come un simpatico perdente che se la cava con coraggio e ingegnosità. Topolino a volte preferisce il divertimento e l'avventura al lavoro. Sebbene di solito abbia fortuna, quando è in compagnia dei suoi migliori amici Paperino e Pippo, i tre finiscono spesso la giornata combinando un disastro e tutti e tre ne sono la causa. Anche così, Topolino ha dimostrato in molte occasioni di essere il più affidabile dei tre, avendo un controllo molto migliore sul suo carattere rispetto a Paperino e più buon senso di Pippo. Ama Minnie con il suo cuore e fa di tutto per impressionarla e Minnie lo ama a sua volta. Per esperienza, Topolino crede che ci sia almeno una piccola dose di gentilezza nel cuore di tutti, il che lo rende piuttosto indulgente. È anche comprensivo e paziente. Molti cartoni iniziano con Topolino e Minnie che si godono la reciproca compagnia fino a quando un cattivo (di solito Pietro) la rapisce e la porta via, con il risultato che Topolino lo combatte e reclama il suo amore. Topolino può essere competitivo e non si tira mai indietro anche quando il suo avversario è più grande di lui. In molte situazioni, ha dimostrato di essere un imbroglione e si diverte a fare scherzi ai suoi nemici per avere la meglio su di loro. È ottimista e laborioso nei momenti difficili e spesso incoraggia i suoi amici Paperino e Pippo ad andare avanti, ma in rari momenti ha perso la speranza e persino dubitato di sé stesso. Nonostante sia eroico, Topolino preferisce comunque il relax e il divertimento. Topolino è incredibilmente nobile e generalmente mette le persone che ama davanti al proprio benessere. È stato persino in grado di mettere da parte le divergenze con i suoi nemici quando necessario.

## Concezione e sviluppo
Il personaggio nacque con il nome di Mortimer, che a detta di Lillian Bounds, moglie di Walt Disney, risultava orribile per un topo; il giovane Walt decise quindi di cambiarlo in Mickey Mouse. Walt Disney dichiarò in un'intervista, rilasciata molto tempo dopo i fatti, di essere stato ispirato nella creazione di Topolino da un topo domestico che veniva nel suo ufficio presso il Laugh-O-Gram Studio:
(Walt Disney)
Nel 1928 Walt Disney aveva perso i diritti del suo primo personaggio di successo (Oswald il coniglio fortunato) e l'intero staff del proprio studio di Hollywood lo aveva abbandonato; Disney, allora ancora giovane regista alle prime armi, ebbe l'idea di creare un nuovo personaggio, Mickey Mouse, con il sostegno di Ub Iwerks, l'unico collaboratore rimastogli; amico di Walt fin dal tempo di Kansas City, dove entrambi erano cresciuti, Iwerks era un talento grafico naturale che comprendeva con la sua arte la creatività di Walt Disney. Per settimane tutti ignorarono che Walt e Ub stessero dando corpo alla realizzazione di un nuovo progetto: in gran segreto, lavorando di notte in un garage, disegnarono in tutta fretta il primo film di Mickey Mouse. Iwerks, disegnando fino a 700 animazioni al giorno, consentì al personaggio di debuttare in una proiezione privata il 15 maggio 1928; il cortometraggio era L'aereo impazzito (nel quale compare anche Minnie).
Nasce così, impulsivo e sognatore, sbarazzino ma determinato, il nuovo personaggio su cui Disney stava scommettendo la sopravvivenza del suo studio. Negli anni venti uno dei personaggi di maggior successo era il gatto Felix: nulla più di una nera macchia d'inchiostro che si dimenava combinando guai e scherzi. Puntare su un topo fu forse per Disney una scelta giocata allo stesso tempo per affinità e contrasto, con lo scopo di dissimulare la somiglianza con il famoso gatto. Nonostante una discreta accoglienza, nessuno sembrava voler distribuire i film di Topolino. Disney decide di produrne un secondo: Topolino gaucho, nel quale al personaggio vengono aggiunte le scarpe ed esordisce come suo antagonista il gatto Gambadilegno, seppur ancora chiamato Terrible Tom e privo della protesi lignea; Minnie è nuovamente presente come protagonista femminile.
Nel frattempo era stato introdotto il sonoro nella cinematografia, e il terzo tentativo di lanciare il personaggio avvenne con un film concepito con il sonoro sincronizzato, al quale Walt si dedica totalmente evitando di provare a far distribuire Topolino gaucho, ma puntando tutto sull'effetto sorpresa di un cartone animato con i suoni. Lo spunto del terzo film di Topolino viene attinto da una comica di Buster Keaton; le musiche sono i motivetti Turkey in the Straw e Steamboat Bill; il nuovo film, intitolato Steamboat Willie, viene prodotto a costo di incredibili difficoltà, e tuttavia inizialmente nessun distributore sembra interessarsi al "Topolino musicale". Privo di qualsiasi supporto economico, Walt accetta come extrema ratio la proposta del titolare di una sala di Broadway, il Colony Theater di New York, dove il corto viene proiettato il 18 novembre 1928 abbinato al lungometraggio sonoro dal vero "Gang War": il risultato è un clamoroso successo di critica e pubblico, grazie alla formidabile fusione di suono e immagine. Tutti i riflettori sono puntati su Topolino, e Disney aggiunge il sonoro anche ai due preesistenti cortometraggi muti di Mickey, per poi iniziare a lavorare su altri.

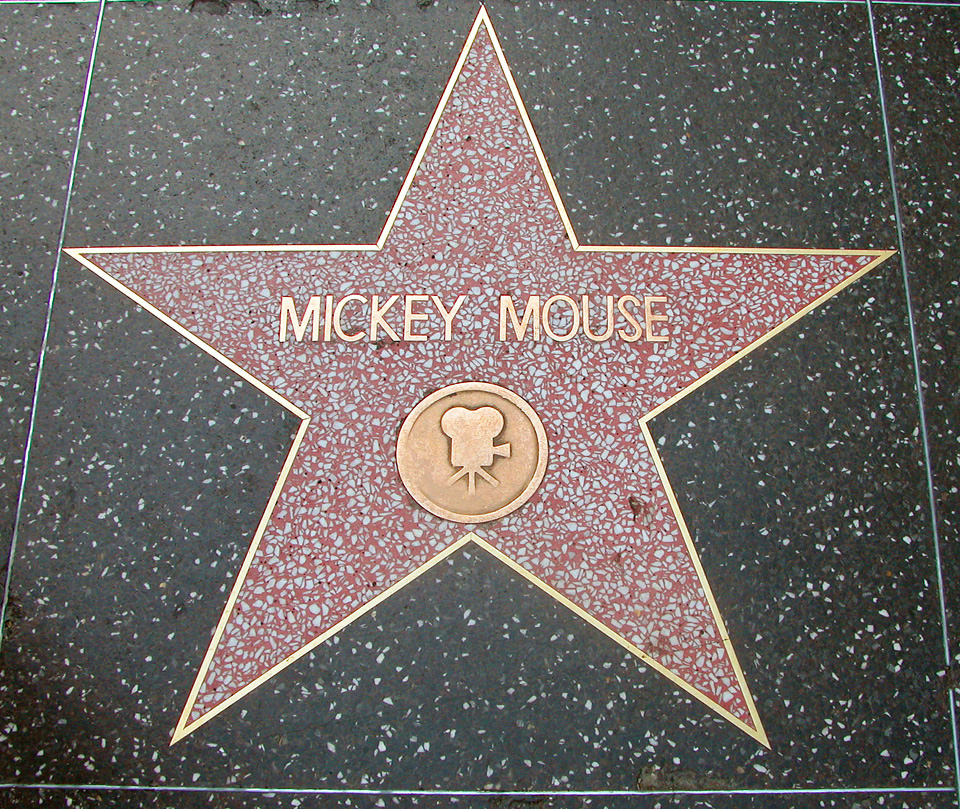
Stella di Topolino (Mickey Mouse) sulla Hollywood Walk of Fame, Los Angeles (California)

Al sesto film (Via il gatto, Topolino balla, 1929) il personaggio acquista i guanti; in questa sua prima fase Mickey Mouse vive in una serie di storie che si caratterizzano specialmente per l'ambientazione rurale. Topolino, che è ancora non del tutto antropomorfo inizialmente, nasce come ragazzetto di provincia: presto, con il cambiamento dell'ambientazione delle sue avventure, verrà anche coinvolto in trame sempre più complesse e assumerà un carattere più maturo. Al nono film, The Karnival Kid (1929), Topolino figura estensivamente impiegato in un ruolo parlato, e la voce è proprio quella di Walt Disney (che per molto tempo doppiò anche Minnie). Il 1929 è l'anno dell'esplosione del fenomeno Mickey Mouse negli USA.

## Nell'animazione

### Cortometraggi
(Walt Disney, The Disneyland Story, 27 ottobre 1954)

Topolino in Steamboat Willie

Il personaggio è apparso in oltre 135 cortometraggi, prodotti in particolare durante l'epoca d'oro dei cortometraggi che va dalla fine degli anni venti agli anni '50; sono però conteggiati anche quelli rilasciati tra gli anni '90 e 2000 in occasione del revival del personaggio. Come già detto, il primo cortometraggio ufficiale di Topolino fu il terzo a essere prodotto, Steamboat Willie, proiettato il 18 novembre 1928 e distribuito nei cinema aprendo la strada a un notevole successo. Produrre un cartoon della serie negli anni '30 costava ormai cinquemila dollari. Nel 1930 una canzone di Harry Carlton fu dedicata a Topolino. Dello stesso anno l'inevitabile omaggio in cera di Madame Tussaud. Nel 1931 la MGM, con una spedizione pionieristica a lungo amplificata dalla stampa, girò in Africa il lungometraggio Trader Horn: Topolino presto richiamò l'impresa l'anno successivo in Trader Mickey. La moda imperante dei film in costume e dell'esotismo ispirò anche Topolino nella jungla (1929), Topolino in Arabia (1932) e il medievaleggiante Topolino menestrello (1933). Il genere horror fece capolino in film come Topolino e gli spettri (1929), Topolino e lo scienziato pazzo (1933), e la febbre del jazz in Topolino pianista (1929). Nel 1931, Charlie Chaplin insistette perché un cartoon di Topolino accompagnasse tutte le proiezioni del suo ultimo film Luci della città. Il favore fu restituito due anni dopo: il cortometraggio Serata di gala a Hollywood venne ambientato nel Teatro Cinese di Hollywood, classica sede delle grandi prime. Fra i divi "cartoonizzati" che per l'occasione omaggiarono Topolino: Laurel & Hardy, i fratelli Marx, Mae West, la Garbo e Charlot. Jimmy Durante nel 1934 "invitò" Topolino a esibirsi al piano nel lungometraggio dal vero Hollywood Party, mentre Laurel & Hardy nello stesso anno "lo ospitarono" in una fugace apparizione nel fantasioso Nel paese delle meraviglie.
Negli anni trenta venne realizzata la gran parte dei cortometraggi della serie di Topolino: oltre novanta. Il personaggio conobbe una rapida evoluzione proprio negli anni del suo maggior successo, ovvero il primo lustro degli anni '30: calato in avventure sempre più elaborate e intelligenti, perse la caratterizzazione degli esordi di simpatico monello che giocava con gli animali, per diventare più "adulto", coraggioso e altruista, anche se sempre sbarazzino e ironico, come lo testimoniano i corti che mostrano le sue più grandi avventure, da Il ragazzo del Klondike e Buon Natale Topolino (1932) a Topolino menestrello e Topolino nel paese dei giganti (1933), Topolino e i pirati (1934), Lo specchio magico (1936) e L'eroico ammazzasette (1938).
Se dal 1935 i suoi cortometraggi erano ormai anche a colori, nel frattempo tuttavia il personaggio perde di appeal sul pubblico al confronto con le stelle nascenti di Pippo (che aveva debuttato nel 1932) e Paperino (comparso per la prima volta nel 1934), per non dire dello stesso cane Pluto (fedele compagno di Topolino fin dal 1931); si tratta di personaggi non necessariamente vincenti come lui, ma che ormai divertivano di più per le nevrosi o stramberie che li contraddistinguevano; così, già nel 1936 gran parte dei corti di Topolino lo vedono agire sullo sfondo rispetto agli altri comprimari, semplicemente perché questi riservavano maggiori possibilità di gag, mentre per il più "buono e saggio" Topolino ci voleva un umorismo più raffinato e teso all'ironia. Walt Disney resta comunque affezionato alla sua creatura, e nel 1939 promuove un restyling del personaggio per rilanciarlo, così da Festa a sorpresa per Topolino i suoi occhi non sono più composti solo dalle pupille; il nuovo Topolino ha l'onore quindi di essere inserito nel suo più ambizioso lungometraggio, Fantasia (1940), in particolare nel celebre segmento de L'Apprendista Stregone.
Meno di venti cortometraggi verranno prodotti negli anni quaranta, periodo nel quale il personaggio prende sempre più popolarità nel mondo grazie alla diffusione dei suoi fumetti e al merchandising, mentre al cinema viene radicalmente soppiantato dalle serie indipendenti di Paperino e Pippo; particolarmente rilevanti sono comunque i cartoni del biennio 1941-42 (a partire da Il piccolo tifone), in cui Topolino recupera per un po' l'attenzione degli animatori e viene reso più dinamico da Fred Moore, mentre nel 1947 viene riproposto il celebre terzetto Topolino-Paperino-Pippo che era stato protagonista di numerosi cortometraggi nel periodo 1935-1940 (prima che Paperino e Pippo inaugurassero le carriere da solisti), per figurare nel lungometraggio Bongo e i tre avventurieri. L'ultimo corto classico di Topolino è Topolino e il pirata delle scogliere del 1953, ma c'è da dire che ormai da anni il personaggio non era più protagonista visto che i suoi corti erano prevalentemente dedicati alle gag di Pluto. Si dovrà aspettare il 1983 per ritornare a rivedere il personaggio in un film grazie al mediometraggio Canto di Natale di Topolino; poi ci furono due camei nei lungometraggi Chi ha incastrato Roger Rabbit. del 1988 e La sirenetta del 1989 e infine il ritorno come protagonista con i corti Il principe e il povero del 1990 e Topolino e il cervello in fuga del 1995. Nel 2004 ritorna il terzetto con Paperino e Pippo nel film Topolino, Paperino, Pippo: I tre moschettieri, e nel 2013 viene rilasciato il corto dal sapore nostalgico Tutti in scena!. Infine, proprio a partire dal 2013 il regista Paul Rudish inaugura una nuova serie di corti per la televisione: i corti di Topolino.

### I Classici Disney
- Fantasia (1940)
- Bongo e i tre avventurieri (1947)
- Fantasia 2000 (1999)

### Televisione
Nel corso degli anni il personaggio è comparso in diverse serie televisive:
- Il club di Topolino ("Mickey Mouse Club"), programma televisivo per ragazzi creato da Walt Disney nel 1955 e trasmesso inizialmente dalla ABC fino al 1959 per poi passare su Disney Channel.[8]
- Mickey Mouse Works (1999)
- House of Mouse - Il Topoclub (2001-2003)
- La casa di Topolino (2006-2017)
- Topolino che risate! (2009-2012)
- Topolino (2013-2019)
- Topolino e gli amici del rally (2017-2021)
- Il meraviglioso mondo di Topolino (2020-2023)
- Topolino - La casa del divertimento (2021-2025)
- La casa di Topolino 2.0 (2025-in corso)

### Direct-to-video
- Topolino e la magia del Natale (1999)
- Il bianco Natale di Topolino - È festa in casa Disney (2001)
- Topolino & i cattivi Disney (2002)
- Topolino, Paperino, Pippo: I tre moschettieri (2004)
- Topolino strepitoso Natale! (2004)
- Topolino e i tanti Natali (2024)

## Nei fumetti

### Glianni d'oro: le strisce quotidiane
Dopo essersi fatto conoscere in sedici cortometraggi, Topolino esordisce su carta il 13 gennaio 1930 nelle strisce a fumetti sui quotidiani, con una serie di strisce che formeranno la storia Topolino nell'isola misteriosa; a firmare le sue avventure sono Walt Disney (testi) e Ub Iwerks (disegni). Le prime storie sono avventure scanzonate, in linea con il personaggio che compare al cinema, sempre pronto al divertimento come un monello qualsiasi; ambientate in una località rurale senza nome, ogni striscia culmina in una battuta o in uno spiritoso colpo di scena; ma, ancor più rapidamente di come accade nei corti, il personaggio cambia anche nei fumetti e viene fatto maturare per permettergli di vivere avventure più complesse, e questo processo è dovuto a un unico grande fumettista: il 5 maggio del 1930 la striscia quotidiana di Topolino viene assegnata, con la storia Topolino nella valle infernale, a Floyd Gottfredson, destinato a cambiare il carattere del personaggio, traghettandolo da monello scansafatiche a cittadino modello, avventuriero indomito e detective infallibile e perspicace; la seconda storia (Topolino e il bel gagà) è già un'autentica avventura a sfondo giallo, e le seguenti sono prevalentemente avventurose ma senza rinunciare alla gag; Gottfredson, consapevole di come i personaggi avventurosi stiano ottenendo proprio in quegli anni grandi apprezzamenti da parte del pubblico, con i suoi collaboratori dà vita a una lunga serie di storie ritenute oggi dei classici, con intrecci spesso complessi nei quali il personaggio, coraggioso e intraprendente (ma comunque molto impulsivo e scavezzacollo), lotta contro svariati criminali, viaggia per il mondo alla ricerca di tesori perduti e partecipa a cacce alle balene o spingendosi in Africa o nel West selvaggio; dal 1932 in poi Topolino comincia ad affrontare nemici sempre più temibili come gangster (Topolino giornalista, 1935), contrabbandieri (Topolino nella casa dei fantasmi, 1936) e pirati sottomarini (Topolino e il misterioso "S", flagello dei mari, 1935). Gottfredson realizzerà le strisce per oltre quarantacinque anni, fino al 1975 quando verrà sostituito da Román Arámbula che le scriverà fino al 1990 e da altri fino al 2003, quando la pubblicazione delle strisce cesserà.
Già dal 1933 però Gottfredson si limita a ideare i soggetti delle storie, lasciando la vera e propria sceneggiatura ad altri collaboratori; il primo è il giovane Ted Osborne, che se ne occupa quasi ininterrottamente dal 1933 al 1938, e trasforma Topolino in un eroe indomito e fortemente dinamico, un personaggio che dimostra la sua intelligenza contrapponendola con successo all'arroganza e alla prepotenza degli avversari; è gentile, pieno di buon senso ma anche carismatico, rimanendo umile nonostante il successo e i traguardi raggiunti. A queste avventure si alternano storie di vita quotidiana come quella in cui Topolino cavalca il ronzino Piedidolci e vince una gara ippica o in quella in cui iscrive Pluto a una corsa di cani; i principali antagonisti di questo periodo sono Pietro Gambadilegno, Silvestro Lupo ed Eli Squick, mentre la spalla principale, inizialmente Orazio Cavezza in alcune primissime avventure, dal 1936 diventa definitivamente Pippo (ma in molte occasioni prendono parte alle varie imprese anche altri personaggi come Minni, Paperino, Clarabella, Musone, Pluto, il Capitano Setter o il Capitan Radimare); sempre in questo periodo fanno la loro prima apparizione nemici come il pirata Orango (1935), ma anche nuovi alleati come il Professor Enigm (1937). Nel 1938 subentra alle sceneggiature Merrill De Maris, che se ne occupa fino al 1942; De Maris umanizza maggiormente Topolino, calandolo sempre in grandi avventure ma dotandolo di emozioni più varie: adesso Topolino si spaventa, dubita di se stesso, si stufa e si stanca, diventando un personaggio a tutto tondo; in questi anni vengono creati personaggi immortali come i nemici Macchia Nera (1939) e Giuseppe Tubi (1938), ma anche gli eterni alleati del corpo di polizia composto dal Commissario Basettoni (1939) e dall'Ispettore Manetta (1938).
Nel 1943 le sceneggiature e stavolta anche i soggetti passano in mano al geniale Bill Walsh, che se ne occuperà fino al termine delle avventure lunghe in continuità, nel 1955. Walsh approfondisce ulteriormente il Topolino di De Maris, ma soprattutto cambia radicalmente le sue avventure; sacrificando la verosimiglianza, realizza storie caratterizzate da una comicità dell'assurdo e viaggi in luoghi onirici e surreali; Topolino, poi, non è più l'avventuriero di una volta, ma un cittadino comune che si ritrova coinvolto nelle imprese più improbabili suo malgrado facendo i conti con le proprie insicurezze, e deve affrontare nemici ugualmente terribili, ma ancora più imprevedibili e insospettabili, come il miliardario filantropo Angelo Agnello di Topolino e la banda della morte (1949), segretamente a capo di una colossale organizzazione criminale, o la subdola Spia poeta di Eta Beta e la spia poeta (1948); in questo contesto fa il suo esordio lo strambo personaggio di Eta Beta (con il buffo Flip), che diventa la "spalla" definitiva del Topolino maturo, almeno negli anni dal 1947 al 1950 (verrà accantonato perché rischiava di rubare la scena al protagonista); inoltre, Walsh pone definitivamente sotto la custodia di Topolino almeno un nipotino, Tip, selezionato dagli storici Tip e Tap che Gottfredson aveva introdotto nelle tavole domenicali nel 1932.
Dal 1942 al 1945, con lo scoppio della seconda guerra mondiale, le storie pubblicate nelle strisce sono principalmente ad argomento bellico: in alcune storie pubblicate in quegli anni Topolino affronta persino spie naziste. Dal 1945 al 1947 le storie lasciano spazio alle strisce auto-conclusive o a brevi disavventure; poi, con l'incontro tra Topolino e Eta Beta, nella storia Eta Beta l'uomo del 2000, riprendono le avventure lunghe per un periodo che durerà fino ai primi mesi del 1955, quando le storie lunghe cedono definitivamente il posto alle autoconclusive: nel 1955 il King Features Syndicate, che pubblicava le strisce sui quotidiani, chiese esplicitamente che le strisce smettessero di raccontare una storia lunga continuativa e tornassero a descrivere semplici gag: la prima di questo genere è datata 5 ottobre 1955.
Va ricordato che Floyd Gottfredson apportò sensibili modifiche al viso e all'abbigliamento di Topolino in linea con i cortometraggi; in particolare, nella storia Topolino e Robinson Crusoe ("Mickey Mouse Meets Robinson Crusoe"), con la striscia del 22 dicembre 1938, pubblicata pochi mesi prima dell'uscita di Festa a sorpresa per Topolino nelle sale, Topolino non ha più solo le pupille ma occhi veri e propri; inoltre, con la storia Topolino e la casa misteriosa iniziata nel 1944, mette da parte i calzoni corti e si veste di tutto punto con maglietta e pantaloni assumendo quella che, da allora, sarà la sua caratterizzazione definitiva.

### Comic book
Negli anni quaranta la serie a strisce, oltre che sui quotidiani, vennero pubblicate anche in testate nel formato comic book, come Walt Disney's Comics and Stories. All'inizio degli anni cinquanta si iniziano a pubblicare storie inedite del personaggio, disegnate da autori come Paul Murry, che si focalizza prevalentemente sull'attività di investigatore di Topolino. Questa produzione, però, andò a diminuire considerevolmente nei successivi decenni, e il fumetto italiano avrebbe invece "raccolto il testimone" dei classici di Floyd Gottfredson. Le strisce, le tavole domenicali e le storie dei comic book realizzate negli Stati Uniti vennero distribuite e pubblicate tradotte in molti paesi del mondo e in alcuni di questi, come l'Italia, il Regno Unito, la Danimarca o il Brasile, alcuni editori licenziatari incominciarono a creare fumetti in proprio basati su Topolino e altri personaggi Disney. Topolino esordisce in Spagna sul quotidiano La Vanguardia che nel 1935 pubblica le "Aventuras del Ratón Miguelín", riproduzione integrale delle strisce realizzate da Gottfredson, mentre nel 1976 esordì la testata Don Miki pubblicata fino al 1989.

#### Pubblicazione in Italia
I fumetti di Topolino esordirono in Italia il 30 marzo 1930 sul n. 13 del settimanale Illustrazione del Popolo, supplemento illustrato del quotidiano torinese Gazzetta del Popolo, dove fu pubblicata la prima striscia disegnata da Ub Iwerks e intitolata Le avventure di Topolino nella giungla. Due anni dopo venne pubblicato il primo libro illustrato: "Sua Altezza Reale il Principe Codarello" (Cappelli Editore) e, poco più tardi, il 31 dicembre 1932, esce il primo numero del settimanale a fumetti Topolino, in formato giornale simile al Corriere dei Piccoli, edito dalla casa Editrice Nerbini; il primo numero si apriva con una breve storia realizzata da Giove Toppi con didascalie in rima opera del direttore Paolo Lorenzini; successivamente vennero pubblicate le strisce e le tavole realizzate da Floyd Gottfredson. Viene anche assegnato il nome definitivo a Pippo, spalla di Topolino, inizialmente chiamato Medoro.

Copertina di Alessandro Perina per il numero dedicato a Topolino della collana speciale allegata a La Gazzetta dello Sport e Corriere della Sera in occasione dei 100 anni del fumetto in Italia (2009)

Nel 1935 la testata viene acquisita dalla Mondadori. Le restrizioni all'editoria imposte dal regime fascista dal 1938 vengono inizialmente derogate per la testata, ma in seguito all'entrata in guerra degli Stati Uniti contro l'Asse, a partire dal n. 476 del 27 gennaio 1942 anche Topolino è costretto a cedere alle restrizioni e il personaggio made in USA viene sostituito dal provvisorio Tuffolino. Nel dopoguerra le avventure di Topolino ritornano a essere pubblicate ma la crisi del settore impone scelte drastiche e la Mondadori nel 1949 stabilisce un cambio di formato e periodicità: il settimanale viene sostituito da un mensile in formato libretto che successivamente diverrà quindicinale e poi settimanale, e che riprende la numerazione dal n.1; questo formato sarà destinato a una lunga vita editoriale arrivando a superare i 3 000 numeri usciti in oltre settant'anni, ed è quello che viene pubblicato tuttora.

#### Il Topolinomade in Italy
Se il Topolino giornale pubblicava prevalentemente storie americane, nel 1948 iniziò, sulle pagine del Topolino giornale ormai prossimo alla fine, Topolino e il cobra bianco, prima vera avventura Disney italiana con il personaggio protagonista. In seguito alla conclusione della storia, della quale l'ultima puntata venne pubblicata nel primo numero di Topolino formato libretto, nel n. 7 venne pubblicata la prima parte della prima grande parodia Disney italiana: L'inferno di Topolino. Nel n. 13 venne pubblicata una terza storia italiana, Topolino e i grilli atomici, in quattro puntate; gli autori di queste prime tre storie italiane erano Guido Martina e Angelo Bioletto. Poi per due anni non vennero pubblicate altre storie italiane fino a quando, dal 1952, Guido Martina ritorna in pianta stabile a sceneggiare, con i disegni di tanti nuovi e talentuosi artisti emergenti come Giuseppe Perego, Luciano Gatto, Giulio Chierchini, Pier Lorenzo De Vita e soprattutto i futuri grandi Maestri della scuola Disney Italiana: Romano Scarpa, Giovan Battista Carpi e Luciano Bottaro. Già dagli anni '60 le storie di origine italiana divennero predominanti grazie ad autori come Romano Scarpa, ritenuto uno dei più grandi autori Disney di sempre e il più importante erede degli americani Gottfredson (per i topi) e Barks (per i paperi).
Se da un lato sia Guido Martina che Romano Scarpa riprendono la tradizione dei gialli e delle grandi avventure lunghe americane spaziando dal noir all'hard-boiled, il primo però si differenzia per un Topolino più piatto caratterialmente, tanto da risultare a tratti presuntuoso, mentre Scarpa riprende più approfonditamente il personaggio originale di Gottfredson, coraggioso ed entusiasta di intraprendere nuove avventure ma a tratti anche ingenuo, e ne prosegue l'introspezione psicologica. Storie memorabili di Martina saranno Topolino e il doppio segreto di Macchia Nera (1955) in cui vengono recuperati Macchia Nera, Eta Beta e Flip, Topolino e l'incantesimo di Fonte Argento (1959), Topolino e il ritorno dell'artiglio magnetico (1959), che segna il recupero del Pirata Orango, Topolino e i ladri d'ombre (1968) e la serie de Le leggendarie imprese di Topolino Kid inaugurata nel 1974. Romano Scarpa invece firma classici come Topolino e l'unghia di Kalì (1958) e Topolino e la dimensione Delta (1959), storia in cui recupera il dottor Enigm e crea il personaggio di Atomino Bip Bip, che rimarrà spalla del topo per due anni in altre memorabili avventure come nel 1960 Topolino e la collana Chirikawa (in cui vengono introdotte Trudy fidanzata di Gambadilegno e la zia Topolinda), o nel 1961 Topolino imperatore della Calidornia; altre sue grandi storie saranno Topolino e l'uomo di Altacraz (1963), Topolino e l'ultraghiaccio (1967) e Topolino e la Magnon 777 (1975) e da Topolino e il rampollo di Gancio (1975) fino alla fine della sua produzione affianca a Topolino il personaggio di Gancetto come nuova spalla; ricordiamo poi Topolino e il Pippo-lupo (1977) in cui esordisce Plottigat (cugino di Gambadilegno), e le storie pubblicate "a strisce" per emulare i classici di Gottfredson: Topolino e l'enigma di Brigaboom (1989), Topolino e la banda dello sternuto (1990) e Topolino e gli uomini-vespa (1991).
Mentre i grandi autori della prima generazione costruiscono il corpus delle avventure classiche di Topolino, già dalla fine degli anni '70 gli si affiancano i nuovi maestri come Massimo De Vita, Giorgio Pezzin e Bruno Concina; questi calano Topolino, reso un po' più spiritoso e ironico, in avventure molto variegate e cacce al tesoro come Topolino e l'enigma di Mu (1979) o la Saga della spada di ghiaccio (1982-84) di genere fantasy; inoltre, a partire dal 1985 grazie ai personaggi di Zapotec e Marlin, Topolino e Pippo affrontano viaggi nel tempo in storie come Topolino e il segreto della Gioconda, Topolino e l'Atlantide continente perduto, o Topolino e il ritorno al passato (1987). Giorgio Cavazzano disegna Topolino in Topolino e il mistero della voce spezzata e Topolino presenta: La Strada (1991) omaggio a Federico Fellini, ma anche in Topolino e Minni in "Casablanca" (1987). Silvia Ziche lo rende più buffo e incapace nel divertente Topokolossal (1997), e alla soglia del nuovo millennio si avverte il bisogno di ridare spessore al personaggio sia con avventure più complesse che recuperandone la caratterizzazione classica; gli sceneggiatori Tito Faraci (già autore di storie più serie col personaggio sul settimanale) e Francesco Artibani, sui disegni di Alessandro Perina, Giuseppe Zironi e Claudio Sciarrone inaugurano un nuovo pioneristico albo a fumetti, Mickey Mouse Mystery Magazine (MMMM) che avrà vita breve (1999-2001), ma resterà un modello innovativo senza pari per aver portato Topolino in una realtà nuova, quella della città di Anderville, alle prese con crimini efferati, complotti politici e gangster in un misto di thriller e hard-boiled.
Nel 1999 Pezzin e De Vita calano il personaggio nei panni di Top de Tops, bisnonno di Topolino, protagonista delle inquietanti e avvincenti Tops Stories. Inoltre, a partire dal 2003 il poliedrico autore Casty inizia a scrivere per il settimanale e recupera interamente il Topolino protagonista dinamico e coraggioso dei classici, condendolo con un po' di disincanto in più per svecchiarlo, e affiancandolo di nuovo con personaggi storici come Eta Beta, Atomino Bip Bip o Gancetto, ponendosi dunque come erede sia di Gottfredson che di Scarpa. Tra le sue celebri avventure, caratterizzate da trame articolate con intrecci complessi e tematiche adulte in sottotraccia, vanno ricordate Topolino la spedizione perduta (2003), Topolino e le regolissime del Guazzabù (2005), Topolino e il mondo che verrà (2008), Topolino e il mondo di tutor (2010), Topolino e la marea dei secoli (2011), Topolino e gli ombronauti (2012), Topolino e i 7 boglins (2014), Topolino e l'impero sottozero (2015), la saga di Darkenblot in cui ripropone Macchia Nera, Tutto questo accadrà ieri (2015) e Tutto questo accadde domani (2018).
A differenza dei corti animati, l'abbigliamento del personaggio varia a seconda della storia, ma quello con la quale viene maggiormente visto è costituito da una camicia azzurra, dei pantaloni rossi, guanti gialli o bianchi a seconda dell'epoca, e scarpe gialle. Spesso lo si vede indossare un farfallino rosso o una cravatta di vari colori (il più delle volte rossa, verde o nera), un trench ocra o una giacca verde, un cappello a tesa larga rosso, verde o marrone con striscia gialla o rossa al centro, o un semplice cappellino sportivo, oltre a possedere vari smoking o tight per eventi mondani.

## Altri media

### Cameo in serie televisive e film

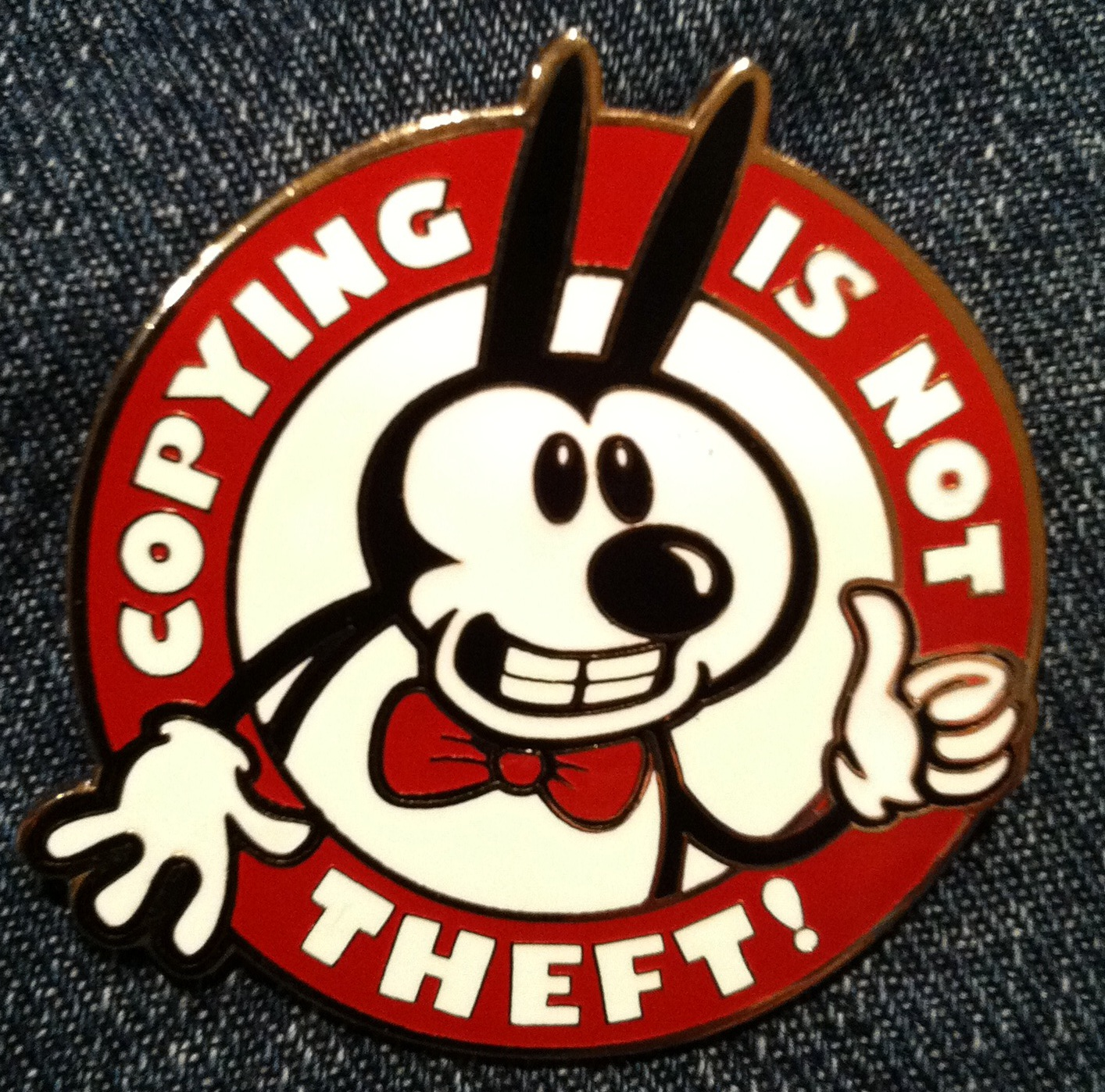
Badge con la scritta "Copying is not theft!" ("Copiare non è un furto!") con un personaggio simile a Topolino, usato come simbolo della proprietà intellettuale

La fama mondiale di Topolino lo ha reso un simbolo della Walt Disney Company e degli Stati Uniti; per questo motivo, il personaggio è stato spesso utilizzato in satira anti-americana, come Mickey Mouse in Vietnam, un cortometraggio della durata di un minuto diretto da Whitney Lee Savage, realizzato come opposizione alla guerra del Vietnam, in cui Topolino si arruola nell'esercito americano e poco dopo essere sbarcato in Vietnam viene ucciso da un proiettile alla testa.
Tra le innumerevoli apparizioni in altri media, viene menzionato più volte in Mad Magazine, citato nel fumetto Squeak the Mouse e in diversi cameo in film Disney come Oliver & Company e Chicken Little - Amici per le penne.
Il personaggio è stato oggetto di parodie e apparizioni cameo, come nel primo episodio della tredicesima stagione della serie South Park, dove impersonifica un presidente della Walt Disney Company privo di scrupoli, e nell'ottavo episodio della seconda stagione della serie Drawn Together, in cui ricopre il ruolo di antagonista rappresentato come Dart Fener e dove il suo nome viene censurato ogni volta che qualcuno lo pronuncia.

### Videogiochi
- Topolino e Minni salvaguai.
- Disney magico artista.
- Mickey no Tokyo Disneyland Daibōken.
- Castle of Illusion Starring Mickey Mouse e nel suo remake del 2013.
- Topolino e le sue avventure (Mickey's Wild Adventure) racconta le sue avventure passando dai disegni in bianco e nero a quelli a colori.
- La saga di Disney's Magical Quest vede come protagonista Topolino, a volte affiancato da Minni e Paperino.
- Saga di Kingdom Hearts (Square Enix).
- Il videogioco Disney Epic Mickey del 2010 per Wii, caratterizzato da un tono molto più cupo rispetto alla serie principale e gli altri giochi.
- Epic Mickey 2: L'avventura di Topolino e Oswald (per Wii, Wii U, PlayStation 3, Xbox 360, macOS e Microsoft Windows. Inoltre una versione speciale intitolata Epic Mickey: Il potere della magia è uscita per Nintendo 3DS).
- Nella saga Disney Infinity.

### Influenza culturale
- Il primo francobollo al mondo dedicato a Topolino è stato emesso nel 1970 dalla Repubblica di San Marino.
- Nel 1935 la Società delle Nazioni, l'attuale ONU, nominò Topolino "simbolo internazionale di buona volontà".
- La prima striscia disegnata in Italia (di Guglielmo Guastaveglia), appare su Il popolo di Roma nell'aprile del 1931.
- Nel 1931 la voce Mickey Mouse venne inserita nella prestigiosa Enciclopedia Britannica.
- Viene anche citato nella canzone Life on Mars?, singolo del 1973 di David Bowie facente parte dell'album Hunky Dory.
- È citato nella canzone di Elisabetta Viviani del 1985, Topolino e il robot e nella canzone dei Rammstein Amerika del 2004.
- A lui è stata dedicata una celeberrima canzone, una infantile marcetta chiamata appunto La marchetta di Popolino, scritta dal cantautore pugliese Caparezza tratta dal suo quinto album Il sogno eretico. Il suo nome è stato cambiato in Popolino, termine dispregiativo che indica il popolo o una popolazione incolta e ingenua.[72]